# Carrer del Mont (Masarac)
Carrer del Mont és un carrer del municipi de Masarac (Alt Empordà) inclòs en l'Inventari del Patrimoni Arquitectònic de Catalunya.

## Descripció
Situada dins del nucli urbà de la població de Masarac, a la banda de tramuntana del municipi.
Es tracta d'un conjunt format pels edificis que delimiten el carrer del Mont, en el seu tram inicial des del carrer de la Font en direcció a ponent, fins a arribar al punt d'inflexió del carrer. Els edificis estan disposats seguint el pendent de la via. Són cases entre mitgeres i de planta rectangular, majoritàriament organitzades en dues crugies, amb les cobertes de teula de dues vessants i distribuïdes en planta baixa i pis. Les de la banda de migdia del carrer presenten patis posteriors. Les façanes presenten portals d'arc rebaixat a la planta baixa i finestres rectangulars al pis, amb els emmarcaments d'obra arrebossats. En alguns edificis també hi ha balcons exempts a la planta superior. Les construccions situades al capdamunt del carrer han estat reformades, però encara conserven la tipologia constructiva original. Cal destacar els números 17, 23 i 26 del carrer donat que presenten, a la planta baixa, voltes rebaixades bastides amb pedra i morter de calç des de les que s'accedeix a l'interior, espai en origen destinat al bestiar.
Les construccions estan bastides amb pedra i maó lligats amb morter. Algunes cases presenten els paraments vistos mentre que d'altres els tenen arrebossats i pintats.